# Contrada del Leocorno
La Contrada del Leocorno è una delle diciassette suddivisioni storiche della città toscana di Siena. Prende parte al Palio di Siena.

## La Sede Museale
Nelle sale del Museo sono visibili: i Palii, i Masgalani vinti (cioè i premi per la migliore comparsa nel corteo storico dei due palii annuali), le Monture (antiche e attualmente in uso), arredi sacri, un Dente di Narvalo, la martinella del Carroccio di Montaperti.
Tra i Palii vinti numerose sono le opere degne di nota tra cui i Drappelloni di Possenti, Nespolo, Vanni, Inglesi, Lippi. La Contrada del Leocorno possiede inoltre l’unico Palio liberty della storia vinto nel 1919 e dipinto da Aldo Piantini. 
All’interno dell’Oratorio è inoltre esposta la splendida Madonna della Pace di Francesco Di Vannuccio (1356 - 1389). Le pareti e il soffitto della Chiesa sono decorate con affreschi che rappresentano il ciclo della vita di San Giovanni Battista ad opera di Rutilio e Domenico Manetti.
Sempre inerente le opere d’arte, la Contrada del Leocorno ha un ricco patrimonio pittorico avendo acquisito quello della Congregazione degli Artisti. La Congregazione, sorta a Siena nella metà del secolo XVII a causa della soppressione delle antiche Corporazioni delle Arti, venne ripristinata a seguito del decreto del 10 maggio 1791 a firma di Ferdinando III Granduca di Toscana e con deliberazione del 20 settembre 1914, divenne parte integrante della Contrada del Leocorno.

## Territorio

### Le strade all'epoca del Bando
Il Bando di Violante di Baviera (1730) determina la suddivisione territoriale delle diciassette Contrade di Siena facendo riferimento ai palazzi e ai loro proprietari dell'epoca, basandosi quindi sulle costruzioni più che sulle strade. Esso viene ancora oggi considerato la disposizione di base per determinare gli effettivi confini delle Contrade. Secondo il Bando relativo alla Nuova divisione dei confini delle Contrade, il territorio della Contrada del Leocorno è delimitato dalle seguenti vie e palazzi:
"Liocorno. n. 10 Dalla chiesa di San Giorgio tenga tutta la via di Pantaneto da ambe le parti fino alla loggia del Papa, siccome da ambe le parti la strada di San Giovannino detta della Staffa fino al vicolo sopra la casa Piccolomini, poi attenendosi solo a sinistra comprenda la chiesa di San Vigilio e suo collegio, scendendo per quella parte la piaggia e tenendosi pure a sinistra vada alla loggia del Papa e chiesa di San Martino, prosegua a tenere a sinistra per tutta la via dì San Martino fino alla strada che svolta alla chiesa di San Maurizio, svolti per quella tenendola a sinistra, per la qual parte voltando pure nella via maestra tenga fino in faccia a S. Giorgio."

### Le strade ai nostri giorni
Le strade che attualmente fanno parte del territorio della Contrada sono le seguenti:
- via di Pantaneto (parte)
- via Sallustio Bandini (parte)
- Banchi di Sotto (parte)
- via di Follonica
- via San Vigilio (parte)
- via delle Logge del Papa (parte)

- via del Porrione (parte)
- via San Martino (parte)
- via Pagliaresi (parte)
- vicolo Magalotti
- via degli Orefici
- piazzetta Virgilio Grassi

Nel suo territorio si trova parte di quello anticamente incluso nella contrada della Spadaforte, una delle contrade soppresse.

## La storia
La leggenda vuole che la chiesa di San Giovannino della Staffa, ove attualmente ha sede l'oratorio della contrada del Leocorno, sorga sulle rovine di un antico tempio di Giove.
Nella sua sede storica è conservata una piccola campana che per voce popolare si racconta sia la martinella del carroccio fiorentino catturato durante la battaglia di Montaperti (1260).
Successivamente all'uccisione del re d'Italia Umberto I, per mano dell'anarchico toscano Gaetano Bresci, la contrada decide di adottare sulle sue insegne la scritta Humberti Regis Gratia in ricordo del sovrano scomparso.

## Gli aneddoti

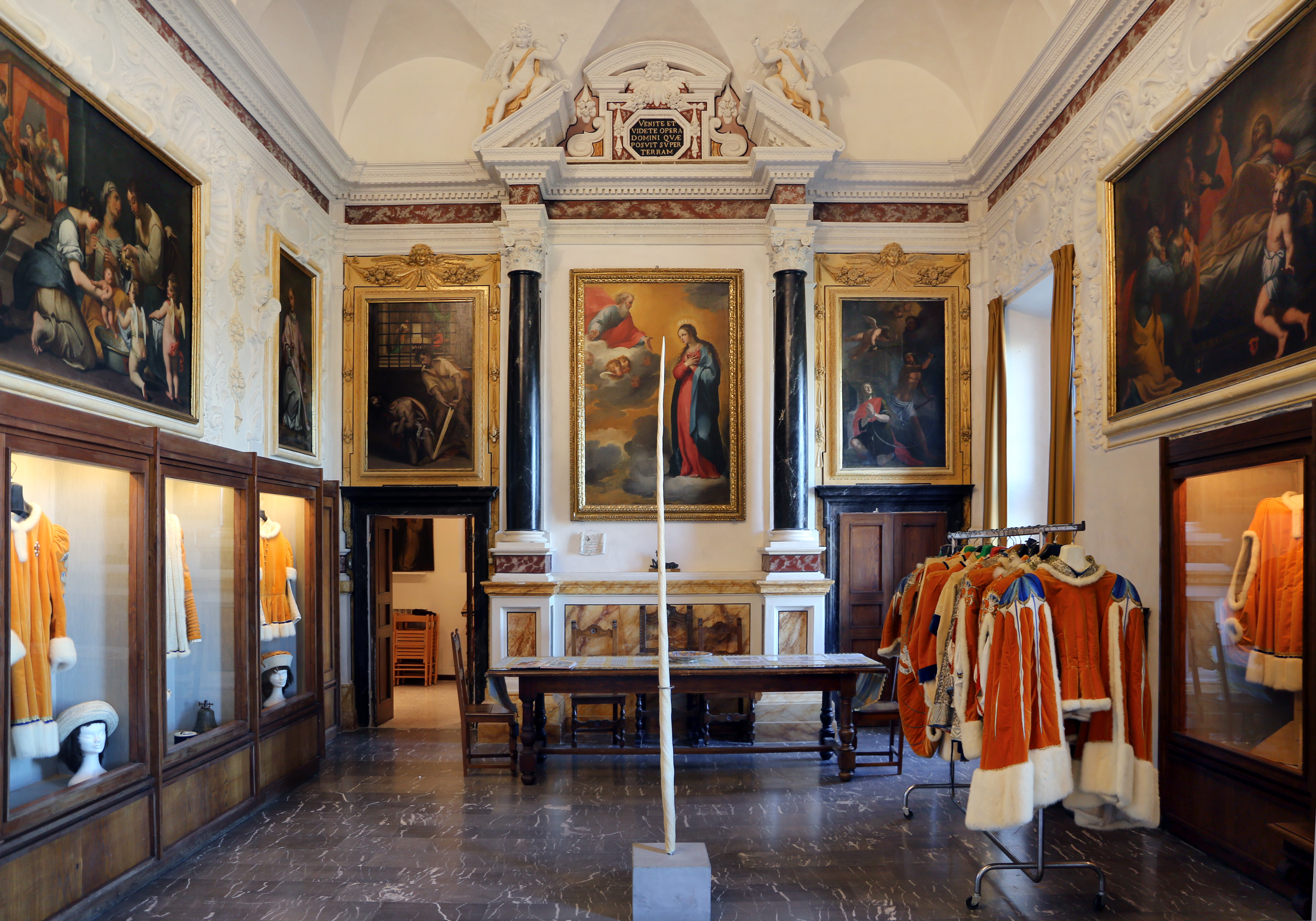
La cappella della Madonna della Pace nella sede della Contrada del Leocorno, con il corno di narvalo

Il motto della Contrada (Fiede et risana al par l'arma c'ho in fronte) si riferisce all'antica credenza secondo la quale il corno dell'unicorno fosse una panacea. Ci sono interpretazioni che riferiscono questa leggenda al corno dei narvali, una specie di cetacei. Nel museo della contrada è effettivamente conservato un autentico corno di narvalo.
Lo stemma dell'unicorno era molto popolare in Toscana e il "Liocorno" è anche lo stemma contenuto nel gonfalone del quartiere di Santa Maria Novella a Firenze, della società di Santa Maria al Prato di Pistoia, e della Porta di Capo di Ponte a Prato.
Il Leocorno (insieme alla Torre, un tempo chiamata "Liofante") è l'unica contrada ad aver cambiato nome nel corso della sua storia. Nelle prime pubbliche feste il popolo di Pantaneto si presentò col nome di Leocorno, portando in piazza dei carri allegorici di fogge diverse dalla stella al leopardo, a seconda delle occasioni. Nei secoli seguenti con la tradizionale denominazione di Leocorno o Liocorno, iniziò a comparire il nome "Unicorno".
La contrada fu segnata con questo nome a quasi tutte le carriere dal 1750 al 1790, anche se nei verbali compariva sempre la denominazione originaria. Dietro questo cambio di denominazione non ufficiale, stavano probabilmente motivi scaramantici: nel Settecento, infatti, la Contrada di Pantaneto rimase senza vittoria addirittura dal 1704 al 1776, vale a dire 72 anni, l'astinenza più lunga in assoluto nella storia del Palio. Nel 1800 si ristabilì la denominazione Leocorno, ma dal 1827 al 1902 ritornò, stavolta in maniera ufficiale, il nome di Unicorno.
Il cambio di nome portò fortuna alla contrada di Pantaneto che nell'Ottocento si rifece dello sfortunato secolo passato, vincendo ben undici dei suoi trenta Palii riconosciuti ufficialmente oggi dal Comune di Siena. La contrada decise di tornare all'antica denominazione solo nel 1902.
Il nome della contrada viene colloquialmente abbreviato in Leco.
Nel corso del XX secolo il Leocorno è stata la Contrada estratta più volte in assoluto: ben 58 volte, seguita dalla Pantera con 54.

## Alleanze sciolte
- Bruco, dal 1937 al 1995
- Civetta, dal 1795 al 1960
- Torre, dal 1793 al 1980

## La rivalità con la Civetta
La rivalità tra Civetta e Leocorno è molto recente, essendo nata fra la fine degli anni cinquanta e gli inizi degli anni sessanta: rientra nei classici canoni delle liti per questioni di confine, screzi consolidatisi dopo il Palio straordinario del settembre 1960 che fu vinto dalla Civetta.
Da quando è stata ufficializzata la rivalità con la Civetta negli anni sessanta, il conto delle vittorie pende nettamente a favore dei lecaioli. Sono infatti in tutto solamente 4 le vittorie della Civetta, mentre ben 8 quelle del Leocorno.

## Le alleanze
La Contrada del Leocorno ha due contrade alleate: la Contrada della Pantera e la Contrada della Tartuca.
L'alleanza con la Pantera risale, secondo le fonti storiche, al 1792.
L'alleanza con la Tartuca è datata invece 1815. Nell'anno 2015 le due Contrade hanno rinnovato nuovamente il patto di alleanza in occasione dei 200 anni.
Il Leocorno intrattiene anche un rapporto di "amicizia" con la Nobile Contrada del Nicchio, nata negli anni '50 quando il Nicchio offrì ospitalità al Leocorno che era sprovvisto in quegli anni di una sede fissa, concedendogli di usufruire di una struttura all'interno del proprio territorio.
Fino a metà degli anni '90 il Leocorno aveva anche una terza Contrada alleata, che era la Nobil Contrada del Bruco.  L'alleanza fu interrotta nel 1996 a seguito di alcuni dissapori nati durante il palio dell'agosto del 1995.

## Vittorie
Curiosità:
La Contrada del Leocorno ha vinto gli ultimi 8 palii (dal 1980 al 2022) sempre con cavalli che fino a quel momento non avevano mai vinto in Piazza.
Il 17 Agosto 2022 il Leocorno ha vinto il Palio con il cavallo Violenta da Clodia che ha segnato il record assoluto della pista con il tempo di 1 minuto, 12 secondi, 66 centesimi.
| N° vittoria                  | Data             | Fantino                              | Cavallo                    |
| ---------------------------- | ---------------- | ------------------------------------ | -------------------------- |
| 1                            | 2 luglio 1662    | Pavolo Roncucci detto Pavolino       |                            |
| 2                            | 3 luglio 1667    | Bacchino                             | Leardo                     |
| Vittorie nel XVII secolo: 2  |                  |                                      |                            |
| 3                            | 16 agosto 1704   | Lorenzo Crespi detto Marracchino     | Salta la macchia           |
| 4                            | 18 agosto 1776   | Angelo Giusti detto Ciocio           | Stornello del Santini      |
| 5                            | 2 luglio 1795    | Luigi Menghetti detto Piaccina       | Baio scuro del Bologni     |
| Vittorie nel XVIII secolo: 3 |                  |                                      |                            |
| 6                            | 2 luglio 1809    | Tommaso Felloni detto Biggéri        | Rondinello                 |
| 7                            | 16 agosto 1815   | Niccolò Chiarini detto Caino         | Baio dorato del Chiarini   |
| 8                            | 16 agosto 1818   | Luigi Menghetti detto Piaccina       | Baio scuro del Pagliai     |
| 9                            | 2 luglio 1827    | Francesco Grazzi detto Stecco        | Baio bruciato del Galanti  |
| 10                           | 17 agosto 1828   | Francesco Bianchini detto Campanino  | Baio dorato del Batazzi    |
| 11                           | 2 luglio 1839    | Donato Partini detto Partino Minore  | Morello del Riccucci       |
| 12                           | 2 luglio 1845    | David Bianciardi detto Sagrino       | Morello del Barbetti       |
| 13                           | 3 luglio 1851    | Pietro Locchi detto Paolaccino       | Morella con piccola stella |
| 14                           | 16 agosto 1857   | Giuseppe Paoli detto Mascherino      | Baio gaggio del Merlotti   |
| 15                           | 2 luglio 1860    | Angiolo Fabbri detto Spagnoletto     | Baio scuro del Merlotti    |
| 16                           | 16 agosto 1883   | Leopoldo Pasqualetti detto Sordo     | Morello del Carlini        |
| Vittorie nel XIX secolo: 11  |                  |                                      |                            |
| 17                           | 17 aprile 1904   | Angelo Meloni detto Picino           | Primetta                   |
| 18                           | 2 luglio 1919    | Ottorino Luschi detto Cispa          | Giacca                     |
| 19                           | 17 agosto 1920   | Arturo Bocci detto Rancani           | Esperta                    |
| 20                           | 2 luglio 1929    | Ferruccio Funghi detto Porcino       | Giacca                     |
| 21                           | 16 agosto 1950   | Remo Antonetti detto Rompighiaccio   | Niduzza                    |
| 22                           | 5 settembre 1954 | Giorgio Terni detto Vittorino        | Gaudenzia                  |
| 23                           | 17 agosto 1980   | Andrea Degortes detto Aceto          | Uana de Lechereo           |
| 24                           | 3 luglio 1983    | Silvano Vigni detto Bastiano         | Benito III (scosso)        |
| 25                           | 2 luglio 1993    | Giuseppe Pes detto Il Pesse          | Barabba                    |
| 26                           | 16 agosto 1995   | Giuseppe Pes detto Il Pesse          | Bella Speranza             |
| 27                           | 16 agosto 2000   | Luca Minisini detto Dè               | Venus VIII                 |
| Vittorie nel XX secolo: 11   |                  |                                      |                            |
| 28                           | 2 luglio 2001    | Luigi Bruschelli detto Trecciolino   | Ugo Sanchez (scosso)       |
| 29                           | 16 agosto 2007   | Jonathan Bartoletti detto Scompiglio | Brento                     |
| 30                           | 17 agosto 2022   | Giovanni Atzeni detto Tittìa         | Violenta da Clodia         |
| Vittorie nel XXI secolo: 3   |                  |                                      |                            |

Il Palio straordinario del 3 giugno 1664, corso in onore di Agostino Chigi, fu vinto dal Leocorno con il fantino Francesco Chellini sul cavallo Balzanello. Tale Palio non figura ancora nell'Albo Generale. Tuttavia il Comune, con lettera del 24 marzo 1997 indirizzata al Priore del Leocorno, ha dichiarato che intende riconoscere questa vittoria.
Oltre al Palio del 1664, non ancora ufficialmente riconosciuto, il Leocorno si attribuisce altre due vittorie non riconosciute dal Comune:
1. 1611: bufalata.
2. 2 luglio 1666: Palio non ufficiale dall'incerta attribuzione storica. Alcune fonti lo assegnano al Leocorno, altre al Valdimontone, al Nicchio o all'Onda[2].

## Pubblicazioni
La Contrada del Leocorno vanta numerose pubblicazioni inerenti alla propria storia che sono tutte scaricabili dal sito web della Contrada.

### Le Fonti di Follonica
"Le Fonti di Follonica" è il nome del periodico della Contrada. Prende il nome dalla fonte medievale che si trova all'interno del territorio della Contrada, recentemente restaurata dopo secoli di sotterramento.
Il Periodico ha visto la luce nel 1957. Oggigiorno "Le Fonti di Follonica" viene pubblicato due volte l'anno nel mese di Giugno per la Festa Titolare della Contrada e nel mese di Dicembre in occasione del Natale. 

### Il Capannello
Di più recente ideazione è invece "Il Capannello", un periodico digitale nato nel Marzo 2016, che racconta mensilmente le attività della Società .
Se "Le Fonti di Follonica" rivestono un ruolo più istituzionale dal punto di vista dell'informazione, "Il Capannello" assume decisamente invece le vesti di una forma di comunicazione più informale e diretta che mira a raccontare gli appuntamenti e gli accadimenti mensili della vita contradaiola.

### Libri
Accanto ad un'attività di stampa che potremmo definire canonica in quanto tutte le Contrade stampano un proprio periodico, la Contrada del Leocorno ha anche sviluppato una vera e propria attività editoriale.
Sono infatti ben 18 i libri editati e pubblicati dalla Contrada senza contare i Numeri Unici.